# Еврейское счастье (телепередача)
«Еврейское счастье» — документальный восьмисерийный фильм-путешествие по Израилю, созданный съёмочной группой Владимира Познера совместно с Иваном Ургантом.
Основные съёмки велись летом 2015 года. Первый Канал транслировал фильм с 5 по 15 января 2016 года.

## Серии
| № | Название                         | Дата показа    |
| - | -------------------------------- | -------------- |
| 1 | «Земля обетованная»              | 4 января 2016  |
| 2 | «Тель-Авив, или с чем это едят?» | 5 января 2016  |
| 3 | «Кибуц — дело добровольное»      | 7 января 2016  |
| 4 | «Стук в дверь»                   | 8 января 2016  |
| 5 | «Давид и Голиаф»                 | 11 января 2016 |
| 6 | «Война и мир»                    | 12 января 2016 |
| 7 | «Больше никогда»                 | 14 января 2016 |
| 8 | «Что есть еврей»                 | 15 января 2016 |

## Критика
На сайте «Кинопоиск» рейтинг сериала составляет 7,9 из 10. По мнению писателя Мирона Я. Амусья Познер увидел и показал в фильме во многом новый народ, который разрушает сложившийся и бытовавший в СССР образ еврея, как некоего слабака, который боится всего, в первую очередь своей национальности. Однако первая серия фильма, целиком посвященная Иерусалиму, вызвала шквал возмущения среди израильских репатриантов из России, которые усмотрели в авторском взгляде Познера на священный город снобизм, высокомерие и даже невежество.